# Frenul prepuțului
Frenul prepuțului, cunoscut adesea simplu ca frenul sau ața penisului este o bandă elastică de țesut sub glandul penisului care conectează prepuțul de mucoasa vernală și ajută la contractarea prepuțului peste gland.  
În cazul în care banda frenului (chordeea frenular), este strânsă, glandul penisului nu poate fi liber și complet expus, astfel frenul prepuțului poate fi îndepărtat parțial frenuloplastie sau în totalitate prin circumcizie .   

## Sensibilitate
Frenulul și delta frenului de pe partea inferioară a penisului sub coroana glandului sunt două zone erogene descrise în manualele de sexualitate drept „foarte reactive și deosebit de sensibile la atingere ușoară”. Partea inferioară a axului penisului, adică partea de sub corona glandului numită delta prepuțului, este o „sursă de plăcere distinctă”.  Crooks și Baur observă că două zone specifice, extrem de sensibile, considerate de mulți bărbați "zonele placerii" sunt coroana glandului penisului și frenul prepuțului.  Stimularea repetată a acestor zone provoacă orgasm și ejaculare la unii bărbați. La bărbații cu leziuni ale măduvei spinării care împiedică senzațiile să ajungă la creier, frenulul, chiar sub gland, poate fi stimulat pentru a produce orgasm și răspunsul periejaculator.  

## Patologie
Frenul scurt este o afecțiune în care frenulul este scurt și restricționează mișcarea prepuțului, care poate interfera sau nu cu activitatea sexuală normală. Afecțiunea poate fi tratată prin  frenuloplastie, frenectomie sau circumcizie. Frenul scurt poate contribui la cohordeea frenulare, unde glandul este tras spre fața ventală al penisului. Frenul scurt poate fi tratat prin extinderea manuală a pielii axului penisului, prin întindere.     
Frenulul poate lipsi în totalitate în cazurile de hipospadias de prim grad. 
Este posibil ca frenulul să rupă în timpul actului sexual. Artera frenulară, o ramură a arterei dorsale, poate fi secționată, provocând sângerare semnificativă.

## Frenectomia penisului
Frenectomia poate fi efectuată pentru a îndepărta frenulul ca tratament pentru frenul scurt (cohordeea  frenulare).  Aceasta este o formă de frenectomie genitală. Frenulul poate fi secționat și înlăturat  atunci când un bărbat este circumcis. Aceasta poate reduce dimensiunea deltei frenulare. S-a raportat în diferite studii, că delta frenului s-a redus la 26,7% dintre pacienți circumciși cu 20% - 33,33%.  